# Jaroslav Vymazal
Jaroslav Vymazal (* 13. března 1955 Vyškov) je český politik, v letech 2020 až 2021 poslanec Poslanecké sněmovny PČR, v letech 2006 až 2014 primátor města Jihlavy, v letech 2008 až 2012 zastupitel Kraje Vysočina, člen ODS.

## Život
Dětství strávil spolu se čtyřmi sourozenci v rodinném domku rodičů ve Slavkově u Brna. Po gymnáziu absolvoval obor silnoproud a pedagogika na Fakultě elektrotechnické Vysokého učení technického v Brně. Později si dokončil vzdělání na Katedře pedagogiky a získal titul Ing.
V letech 1983 až 2006 působil jako pedagog odborných předmětů, zástupce ředitele a ředitel na několika odborných školách. Závodně se věnoval lehké atletice a později triatlonu. Od roku 1992 několik let podnikal v oblasti sportu, několik let byl členem „Komise pro sport, tělovýchovu a volný čas“, kterou zřídilo město Jihlava a funguje jako poradní orgán Rady města. Od roku 2007 je členem představenstva Teniscentra Jihlava (od roku 2011 dokonce předseda představenstva).

## Politické působení
V komunálních volbách v roce 1998 se pokoušel neúspěšně dostat jako nestraník za ODA do Zastupitelstva města Jihlavy na kandidátce subjektu „Sdružení ČSNS, ODA, NK“. Neuspěl ani v komunálních volbách v roce 2002 jako nestraník za SNK ED na kandidátce subjektu „Sdružení nezávislých“ (skončil jako první náhradník).
V roce 2003 vstoupil do ODS a jako člen této strany se v komunálních volbách v roce 2006 dostal do jihlavského zastupitelstva. V listopadu 2006 pak byl překvapivě zvolen primátorem statutárního města Jihlavy (původně domluvená koalice se totiž rozpadla a ODS navrhla na post primátora Vymazala místo Radka Vovsíka, který byl pro některé zastupitele nepřijatelný). V komunálních volbách v roce 2010 nejprve obhájil post jihlavského zastupitele a následně i primátora.
Do vyšší politiky vstoupil, když byl v krajských volbách v roce 2008 zvolen za ODS zastupitelem Kraje Vysočina. V krajských volbách v roce 2012 už nekandidoval. Znovu kandidoval ve volbách v roce 2020 jako člen ODS za subjekt „ODS a Starostové pro občany“, ale neuspěl.
Ve volbách do Poslanecké sněmovny PČR v roce 2013 kandidoval v Kraji Vysočina za ODS na druhém místě kandidátky, ale neuspěl.
V komunálních volbách v roce 2014 vedl kandidátku ODS do Zastupitelstva města Jihlavy. Mandát zastupitele města sice obhájil, ale vzhledem ke čtvrtému konečnému místu pro ODS už neobhájil post primátora města a stal se druhým náměstkem primátora, který má v kompetenci dopravu, služby, správu realit a bytů. Po rozpadu koalice byl 1. listopadu 2016 z funkce náměstka primátora odvolán.
V komunálních volbách v roce 2018 byl opět za ODS zvolen zastupitelem města Jihlava. Na kandidátce původně figuroval na 7. místě, ale vlivem preferenčních hlasů skončil nakonec první. Na začátku listopadu 2018 se navíc stal uvolněným radním města pro dopravu a informatiku.
Ve volbách do Poslanecké sněmovny PČR v roce 2017 kandidoval za ODS v Kraji Vysočina na třetím místě kandidátky. Neuspěl, ale skončil jako druhý náhradník. V říjnu 2018 se jeho stranický kolega a první náhradník Jan Tecl stal senátorem, v říjnu 2020 pak byla zvolena senátorkou i dosavadní poslankyně Miroslava Němcová. Dne 10. října 2020 ji tak nahradil na postu poslance Poslanecké sněmovny PČR. Ve volbách do Poslanecké sněmovny PČR v roce 2021 již nekandidoval.